# Ana Gallay
Ana Gallay (n. el 16 de gener de 1986 en Nogoyá, Argentina) és una jugadora de voleibol de platja i professora d'educació física argentina de Mar del Plata. Actualment juga en parella amb Georgina Klug, amb qui va obtenir la medalla d'or en els Jocs Panamericans de 2015.
Des de nena va practicar diversos esports com a futbol, volei, natació i basquetbol. Va començar a jugar voleibol en el club Llogaret Brasilera de Nogoyá, província d'Entre Ríos sent triada per integrar la selecció entrerriana sub-13. Es va rebre com a professora d'educació física en Gualeguay i després va treballar com a docent en Nogoyá. Es va relacionar amb el beach voley primer com a àrbitre i després com a jugadora, formant parella amb Virginia Zonta, arribant a estar primeres en el rànking argentí en 2010.
En 2011, va classificar als Jocs Olímpics després de vèncer en set dels vuit partits de la Continental Cup. A partir d'allí es va convertir en jugadora professional participant en el circuit internacional. En 2015, va obtenir amb Georgina Klug la medalla d'or en els Jocs Panamericans de Toronto. Al setembre de 2015 van guanyar la medalla de plata en l'Open de Xiamen, Xina. El juny de 2016 van classificar en el Tour Internacional per participar en els Jocs Olímpics de Rio de Janeiro 2016.